# Skultuna
Skultuna é uma localidade da província da Västmanland, na região da Svealand, no centro da Suécia.  Pertence à comuna de Västerås, a qual faz parte do condado da Västmanland. 
Tem 2,06 quilômetros quadrados e de acordo com o censo de 2020, havia 3 403 residentes. Está situada a 15 quilômetros a noroeste da cidade de Västerås.  A localidade cresceu em torno da fábrica de produtos de latão Skultuna bruk, fundada no século XVII pelo rei Carlos IX, como a primeira fábrica de artigos do gênero do país.